# خوليو فلاديمير إسترادا
خوليو فلاديمير إسترادا (بالإسبانية: Julio Vladimir Estrada)‏ (6 مايو 1977 في المكسيك - ) هو لاعب كرة قدم مكسيكي في مركز الدفاع. لعب مع نادي أطلس.